# Maestà del Louvre
La Maestà del Louvre è un'opera a tempera e oro su tavola  di Cimabue, databile attorno al 1289

L'opera è conservata al Louvre di Parigi, dove è giunta a seguito delle spoliazioni napoleoniche.

## Storia
Il dipinto, che si trovava nella chiesa di San Francesco a Pisa (dove lo videro Antonio Billi, l'Anonimo Magliabechiano e Giorgio Vasari), venne trasportato a Parigi nel 1812, durante l'occupazione napoleonica da Jean Baptiste Henraux, su interessamento diretto dell'allora direttore del Museo Napoleone, particolarmente desideroso di implementare le raccolte di pittura "primitiva" italiana. Fu oggetto delle spoliazioni napoleoniche. Dal 1814 fu esposta al Louvre. Dopo le restituzioni la grande tavola fece parte di quei circa 250 dipinti che rimasero in Francia.
Fu restaurata nel XIX secolo, mediante un intervento assai criticato che avrebbe portato ad una pulitura eccessiva del colore. Un ulteriore restauro fu compiuto nel 1937-1938.
La tavola fu ascritta a Cimabue, con maggiori o minori interventi di bottega, dalla maggior parte dei critici sin dall'Ottocento. Tra questi ci sono Wackernagel, Strzygowski, Sirén, Battisti, Nicholson, Gardner, Smart, Ayer, Thode, Frey, Adolfo Venturi, Berenson, Salmi, Toesca, Garrison, Lazarev, White, Sinibaldi, Ragghianti, Samek Ludovici, Salvini, Caleca e Bellosi. Propesero per una datazione giovanile Longhi, Volpe, Marcucci, Bologna. L'attribuirono a un seguace Aubert e van Marle. Negarono del tutto l'autografia Da Morrona, Douglas, Suida, Soulier e Sindona (alcuni di essi però la videro prima del restauro del 1937-38, e in un periodo in cui non erano ancora stati chiariti i confini attributivi con Duccio e la sua cimabuesca Madonna Rucellai). Battista, che la ipotizzava realizzata quando Cimabue era a Pisa per i mosaici del Duomo, pensò a un'opera avviata dal maestro e conclusa, con qualche travisamento, da altri pittori.

## Descrizione

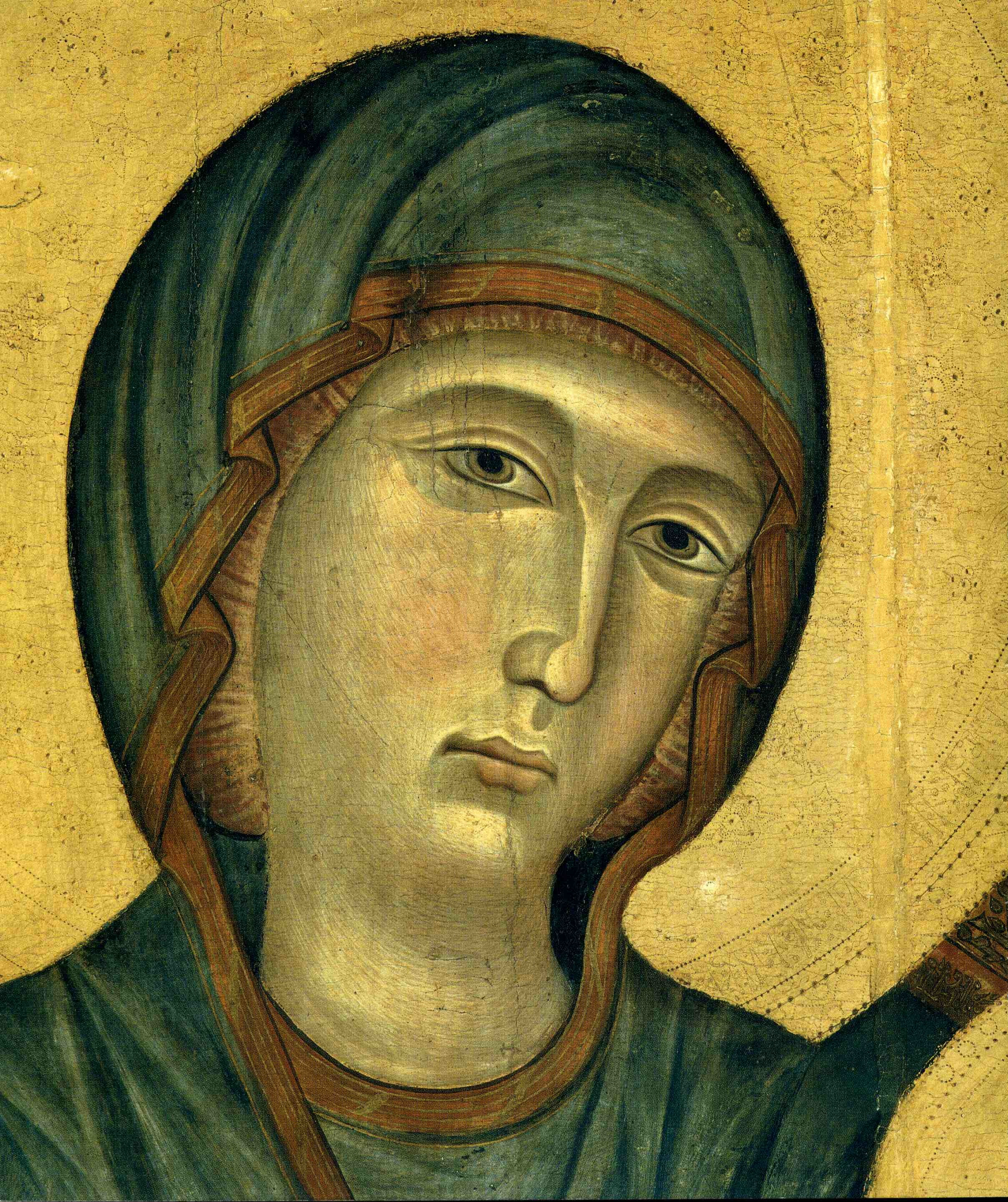
Maestà del Louvre, dettaglio del volto della Vergine

Maria sta seduta in trono avvolta in un fasciante manto blu caratterizzato da numerose pieghettine a sottosquadri. Poggia fiaccamente la mano destra sulla gamba del bambino, mentre lo cinge con l'altra, infilando le lunghe dita affusolate nella sua veste e alzando il ginocchio sinistro per sostenerne la figura. Il volto di Maria pare estraneo a quel misto di serenità e dolcezza delle successive Maestà di Cimabue.
Gesù Bambino è in grembo alla madre, raffigurato come un piccolo filosofo vestito togato all'antica, con il rotolo delle Sacre scritture saldamente in una mano (un chiaro elemento di matrice orientale che rivela l'origine bizantina del modello) e facendo il segno della benedizione con l'altro, come fosse un adulto. Nella composizione ci sono sei angeli a figura piena ed ali dispiegate, che accarezzano il trono e disposti uno sopra l'altro, dando il senso di scansione spaziale. Sullo sfondo domina un fondo oro.
I sei angeli hanno disposizioni e colorazioni simmetriche ed ali dispiegate, con penne brune sulle parti superiori delle ali e colorate nella parte inferiore. I loro volti sono scuri, seriosi, quasi imbronciati, facendo eco alla stessa aria mesta del volto della Vergine. Gli angeli sono icona del Paradiso e sono vestiti all'antica.
Il trono ligneo ha una decorazione complessa che lo fa apparire come assemblato da vimini piuttosto che da assi solide. È pieno di intagli, torniture, ageminature, trafori, sagomature, piroli, che nel loro sovrapporsi e moltiplicarsi creano un congegno di un'eccezionale complessità. Inoltre ha una prospettiva latero-frontale per fare in modo che la parte anteriore sia vista lateralmente. Quanto al significato simbolico, il trono rappresenta la Chiesa. 
Appaiono curati tutti i dettagli, non solo la decorazione del trono, ma anche la pieghettatura della veste di Maria, del bambino, degli angeli e perfino le penne delle loro ali. I chiaroscuri degli incarnati sono modulati.
La pala è incorniciata da un nastro di fitte decorazioni fitomorfe, intervallato da ventisei tondi bordati d'oro, con busti di Cristo benedicente (in cima), di quattro angeli (nella cimasa), dei quattro evangelisti (nei quattro angoli) dei dodici apostoli (ai lati) e di cinque santi (nel bordo inferiore).

## Stile

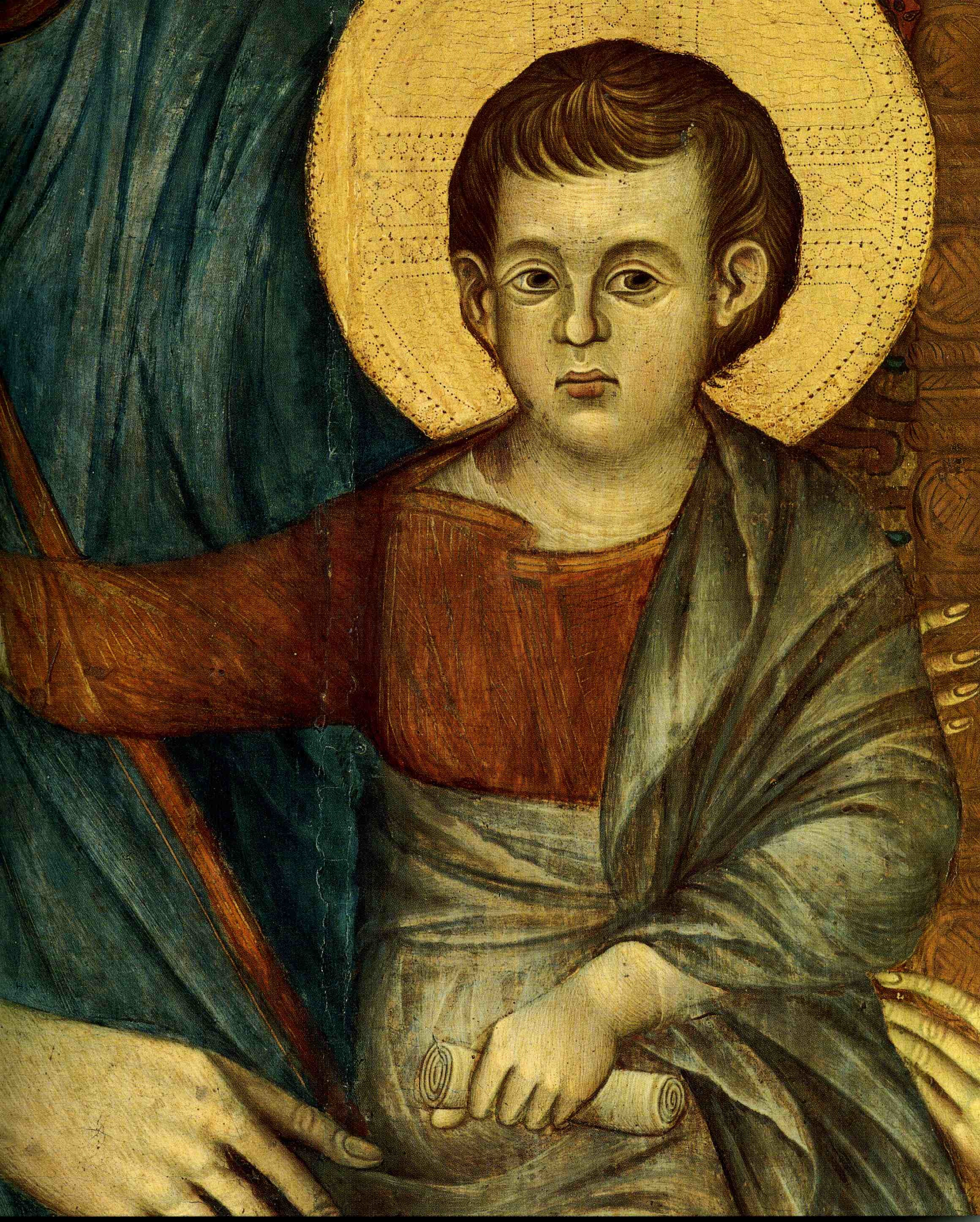
Maestà del Louvre, dettaglio del Bambino

Il trono ligneo in tralice è intenzionalmente collocato nelle tre dimensioni, secondo i canoni della prospettiva inversa (dove le linee divergono anziché convergere verso l'infinito). Gli angeli, benché più piccoli della Vergine al centro, hanno dimensioni congrue con le due figure centrali. Pur con questi accorgimenti, la profondità prospettica rimane comunque limitata. Il trono è poco profondo. I gradini in primo piano seguono una prospettiva frontale ribaltata, che suscita un certo senso di instabilità e piattezza.
Inoltre si ha come l'impressione che gli angeli siano impilati uno sopra l'altro piuttosto che uno dietro l'altro. Permane anche il problema della simmetria ripetitiva degli angeli e della monotonia delle loro posture, con le teste reclinate talvolta a destra, talvolta a sinistra, talvolta diritte, ma con una rappresentazione invariabilmente “a tre quarti”. Appaiono disposti ritmicamente attorno alla divinità secondo precisi schemi di simmetria, senza un interesse verso la loro disposizione illusoria nello spazio: levitano infatti l'uno sopra l'altro (non l'uno "dietro" l'altro).
I volti appaiono realistici per un'opera di quegli anni, anche se i lineamenti rimangono ancora spigolosi (vedi ad esempio i due spigoli a delimitare la canna del naso e la forcella nel punto in cui questa si salda alla fronte, entrambi retaggi bizantini). Spicca la straordinaria qualità dei chiaroscuri: l'incarnato è dipinto con una serie di filamenti, paralleli e concentrici, che appaiono larghi e sfumati e sembrano sovente intersecarsi tra di loro, come a realizzare una sottile ed appena percettibile peluria. Questa trama di pennellate sottili e sfumate ha la capacità di modulare i chiaroscuri lungo il volto, di modulare il passaggio dalle zone di luce a quelle di ombra in maniera graduale e sfumata, anziché brusca.
Molto fine è il modo con cui i panneggi avvolgono il corpo delle figure, soprattutto della Madonna, che crea un realistico volume fisico. Non vi è usata l'agemina (le striature dorate).
Cimabue con quest'opera stabilì un nuovo canone per l'iconografia tradizionale della Madonna col Bambino, con il quale si dovettero confrontare i pittori successivi: la Maestà è il modello più diretto per la Madonna Rucellai di Duccio di Buoninsegna, già in Santa Maria Novella e oggi agli Uffizi (con un trono analogo, e con una cornice con testine di santi quasi identica), che i documenti ci dicono essere realizzata pochi anni dopo, nel 1285.

### Datazione

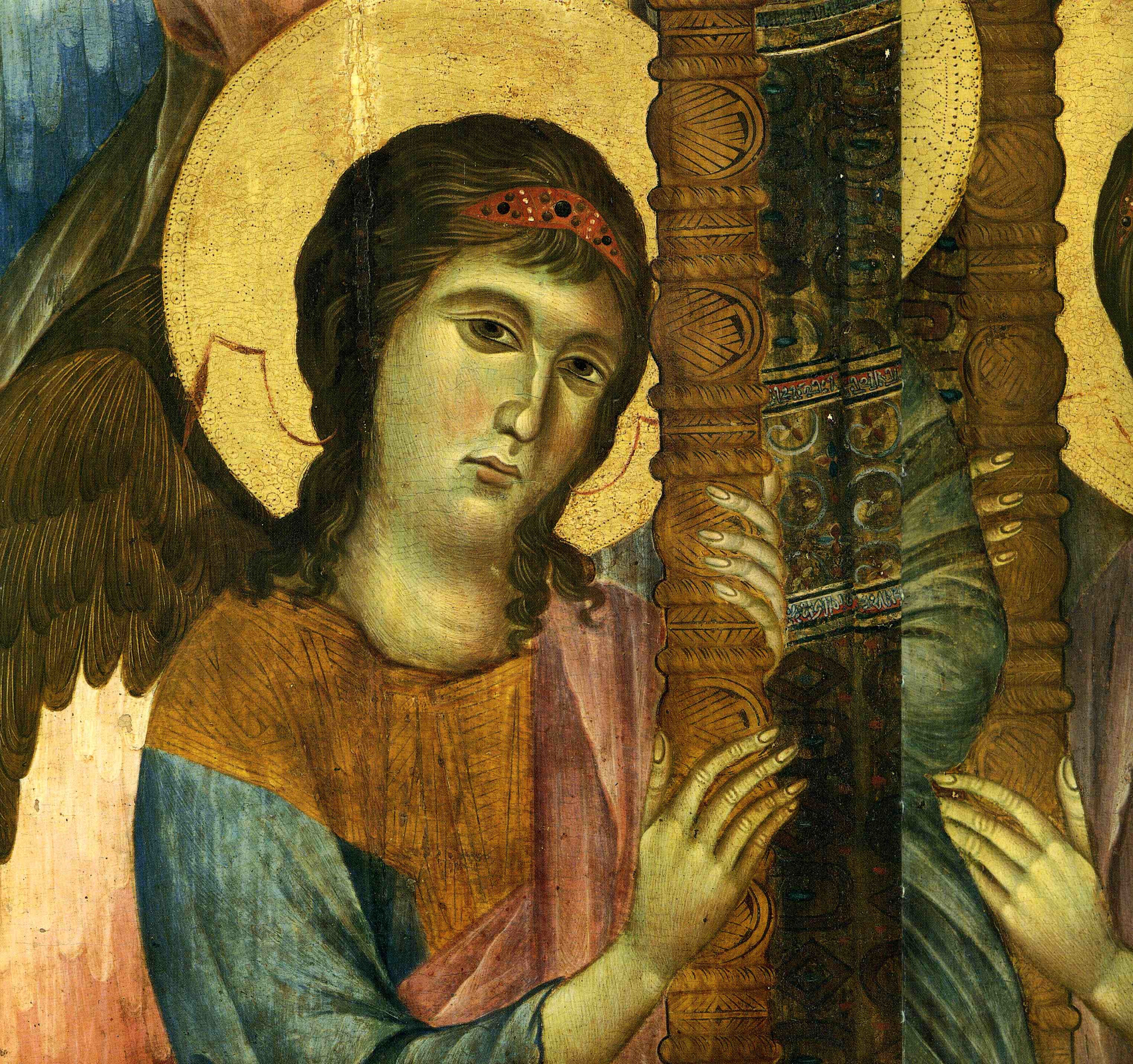
Maestà del Louvre, dettaglio dell'angelo

La Maestà è collocata temporalmente intorno al 1280. Al fine di datare la tavola si sono confrontati soprattutto il volto di Maria con quelli delle simili Maestà, delle tavole con la Madonna e il Bambino e dei crocifissi (in quest'ultimo caso Maria è raffigurata dolente sulla sinistra della croce). Il volto di Maria in questa Maestà non ha più quella spaccatura profonda, a forma di cuneo, nel punto in cui il sopracciglio incontra la radice del naso, che è considerato un tratto bizantino arcaicizzante e che troviamo nella Vergine dolente sia del Crocifisso di San Domenico ad Arezzo (1270 circa) che del Crocifisso di Santa Croce (di poco anteriore al 1280). È scomparsa anche la linea bianca sopra il labbro superiore che produce un "effetto di sdoppiamento" e che ancora troviamo nelle due precedenti opere. Il caratteristico solco che parte dall'angolo dell'occhio e che attraversa tutta la guancia che Cimabue ha ereditato dal crocifisso bolognese di San Domenico di Giunta Pisano, è ben visibile nel crocifisso aretino di San Domenico, accennato in quello di Santa Croce e qui del tutto assente. Questi confronti collocano la Maestà del Louvre dopo queste due opere e quindi al 1280 o oltre.
Molti tratti bizantini però permangono. La canna del naso ha contorni netti su due lati contribuendo a squadrarla, come invece non avverrà nella Maestà di Santa Trinita (1290-1300 circa). Il trono è in tralice e non ha quella visione frontale con i fianchi aperti come fossero le pagine di un libro che Cimabue e i suoi allievi introdurranno solo dopo il 1290 (si veda a tal proposito ancora la Maestà di Santa Trinita). Le pieghe del manto sopra la testa sono curve. Nella Maestà di Assisi (1288 circa) e nella Maestà di Santa Trinita (1290-1300 circa) cadono invece in maniera verticale, più libera e realistica. Anche la narice, che dal soggiorno assisiate in poi (1288-1292 circa) sarà dipinta come un'incisione nella pinna laterale del naso, è qui dipinta come un semplice ispessimento scuro, alla maniera antica. Il volto di Maria è serioso e non ha nulla della distensione che Cimabue imprimerà alle figure mariane della Maestà di Santa Maria dei Servi a Bologna (1281-1285 circa), della Maestà di Assisi (1288 circa) e della Maestà di Santa Trinita (1290-1300). Questi confronti permettono di pre-datare la Maestà del Louvre rispetto a tutte queste opere.
Una datazione intorno al 1280 sembra quindi la più ragionevole.

## Opere simili

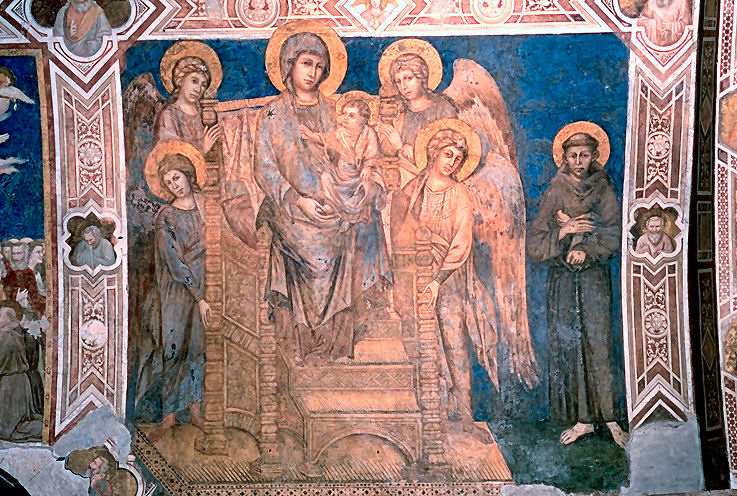
Cimabue, Maestà con san Francesco, Assisi (1288-1292)
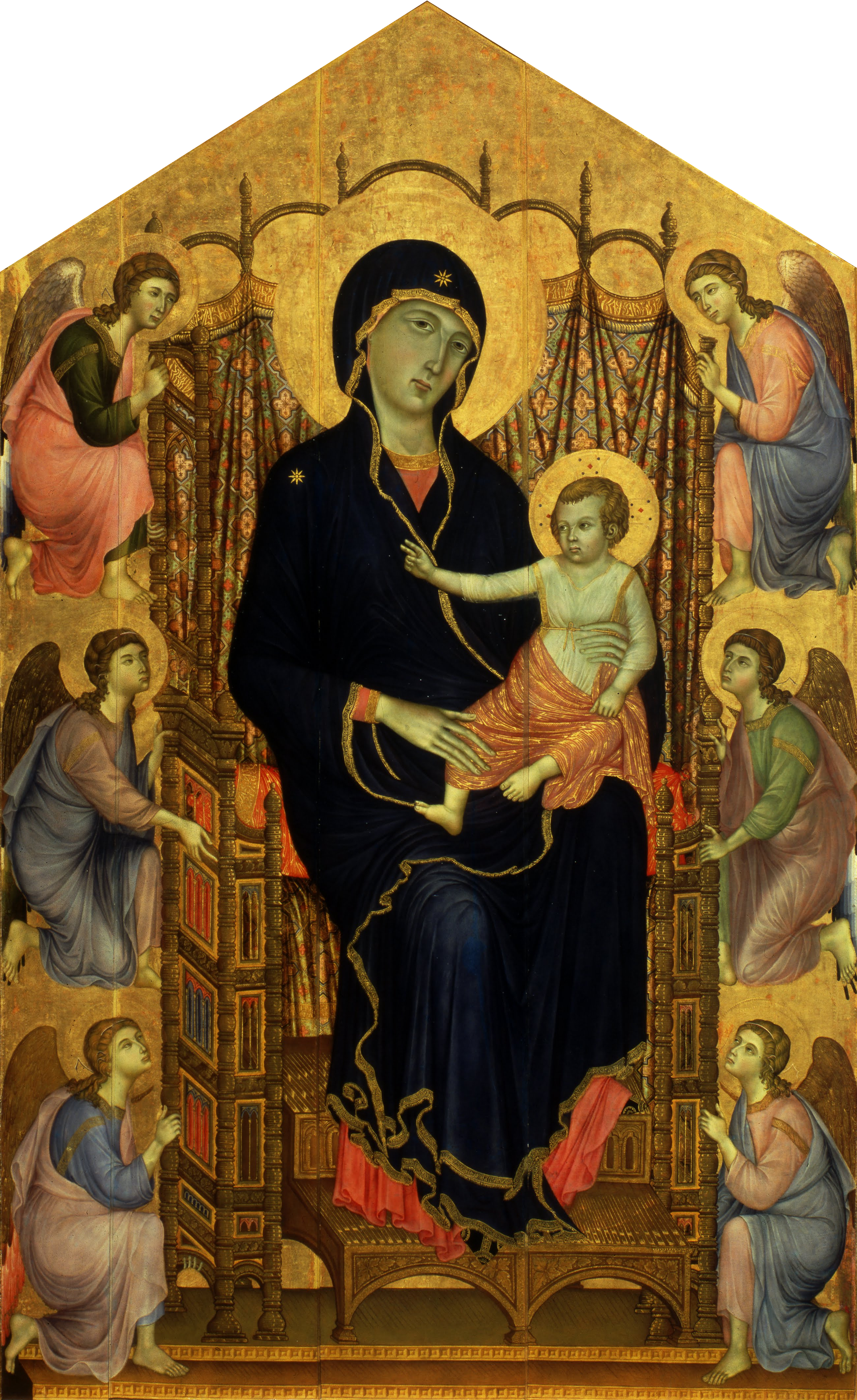
Madonna Rucellai, Firenze (1285 circa)
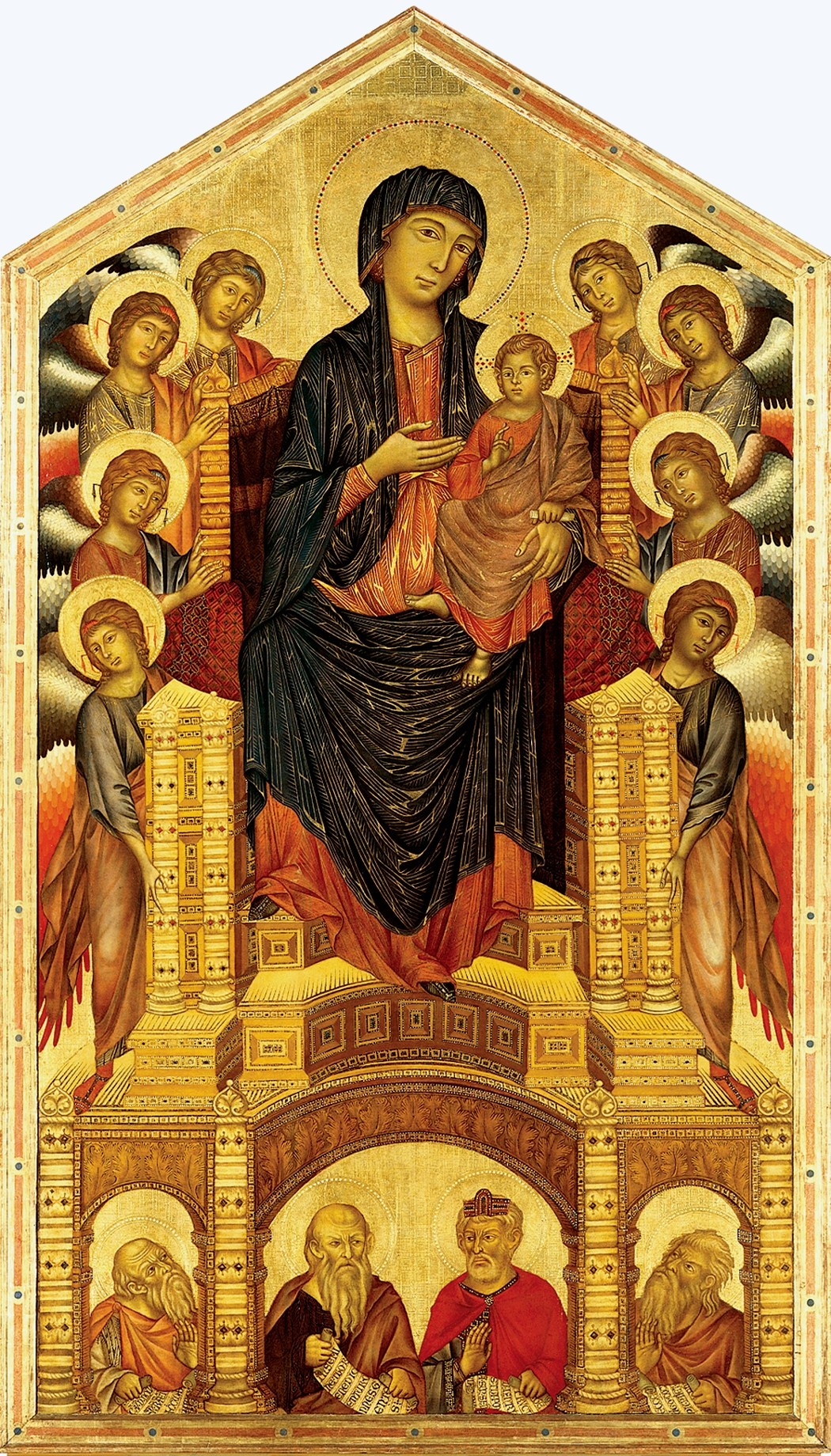
Cimabue, Maestà di Santa Trinita, Firenze (1290-1300 circa)
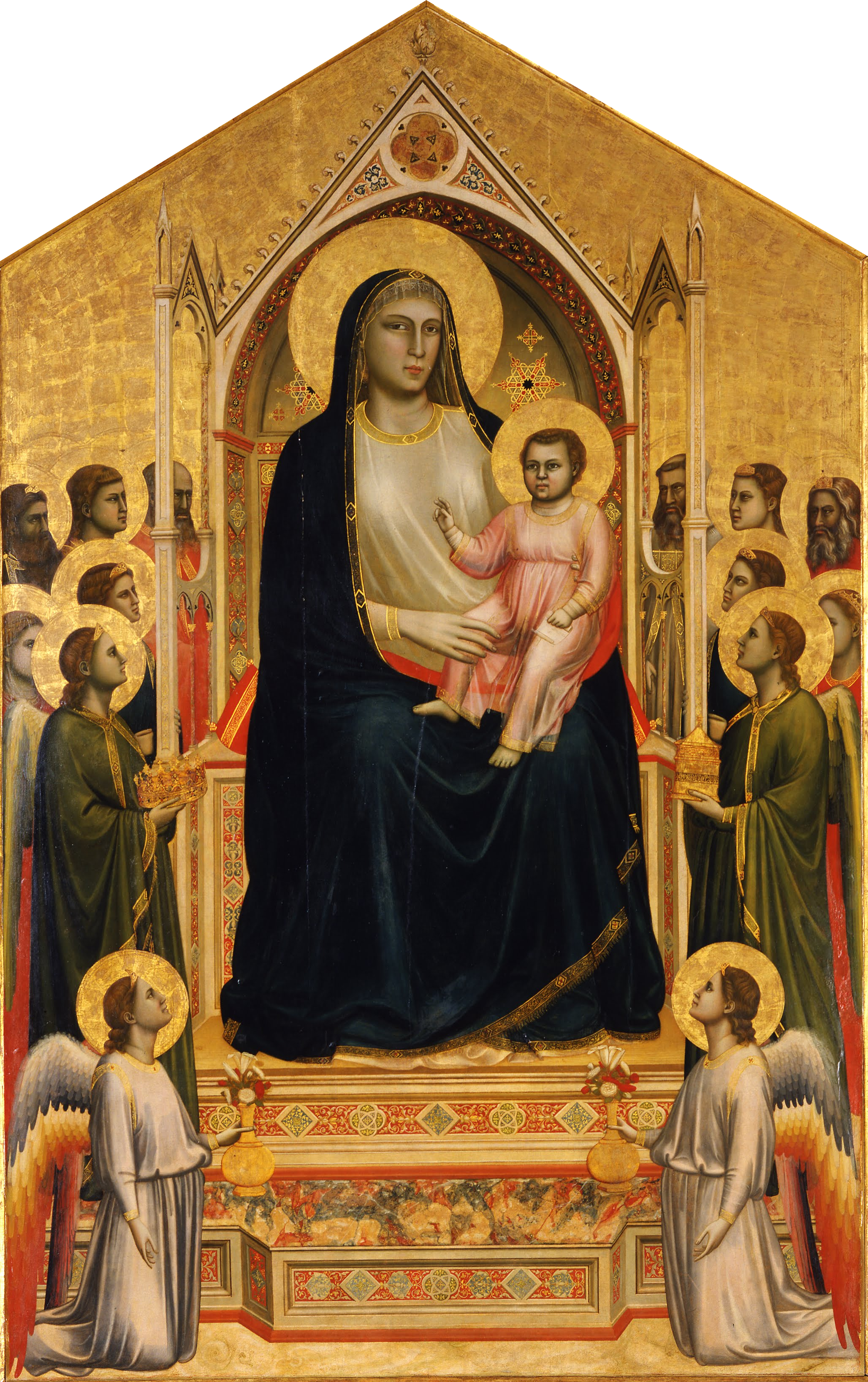
Giotto, Maestà di Ognissanti, 1310-1315 circa, Uffizi, Firenze